# Bjala voda
Bjala voda (bulgariska: Бяла вода) är ett distrikt i Bulgarien.   Det ligger i kommunen Obsjtina Belene och regionen Pleven, i den centrala delen av landet, 170 kilometer nordost om huvudstaden Sofia.
Trakten runt Bjala voda består till största delen av jordbruksmark. Runt Bjala voda är det ganska glesbefolkat, med 34 invånare per kvadratkilometer.